# Onisimus glacialis
Onisimus glacialis är en kräftdjursart som först beskrevs av Georg Ossian Sars 1900.  Onisimus glacialis ingår i släktet Onisimus och familjen Uristidae. Inga underarter finns listade i Catalogue of Life.